# Aipe
Aipe é um município da Colômbia, localizado no departamento de Huila.